# Fußball-Europameisterschaft der Frauen 2009/Italien
Dieser Artikel behandelt die italienische Fußballnationalmannschaft der Frauen bei der Europameisterschaft 2009 in Finnland.

## Qualifikation
Italien wurde für die Qualifikation in die Gruppe 2 gelost und traf auf Irland, Rumänien, Schweden und Ungarn. Mit sechs Siegen und zwei Niederlagen wurden die Italienerinnen Gruppenzweite hinter Schweden.
Italien setzte sich in den Play-off-Spielen gegen Tschechien durch, während Irland gegen Island unterlegen war.

### Tabelle
| Pl. | Land     | Sp. | S | U | N | Tore    | Diff. | Punkte |
| --- | -------- | --- | - | - | - | ------- | ----- | ------ |
| 1.  | Schweden | 8   | 8 | 0 | 0 | 031:000 | +31   | 24     |
| 2.  | Italien  | 8   | 6 | 0 | 2 | 023:700 | +16   | 18     |
| 3.  | Irland   | 8   | 4 | 0 | 4 | 010:140 | −4    | 12     |
| 4.  | Rumänien | 8   | 1 | 1 | 6 | 008:280 | −20   | 04     |
| 5.  | Ungarn   | 8   | 0 | 1 | 7 | 006:290 | −23   | 01     |

### Spiele
| Datum      | Spielort              | Gegner   | Ergebnis  | Torschützen |
| ---------- | --------------------- | -------- | --------- | --- |
| 05.05.2007 | Trient                | Schweden | 0:2 (0:1) | 0:1 Seger (41.), 0:2 Fischer (90.+3) |
| 30.05.2007 | Dublin                | Irland   | 1:2 (0:1) | 0:1 Paliotti (40.), 0:2 Panico (59.), 1:2 O’Toole (76.)                                                                                     |
| 27.10.2007 | Bük                   | Ungarn   | 1:3 (0:0) | 0:1 Dadda (58.), 1:1 Padár (70. Elfmeter), 1:2 Panico (76.), 1:3 Tuttino (87.)                                                              |
| 31.10.2007 | Parma                 | Rumänien | 5:0 (2:0) | 1:0 Boni (27.), 2:0 Panico (41.), 3:0 Paliotti (60.), 4:0 Paliotti (66.), 5:0 Gabbiadini (68.)                                              |
| 16.02.2008 | Villacidro            | Irland   | 4:1 (0:1) | 0:1 Taylor (13.), 1:1 Fuselli (83.), 2:1 Gabbiadini (85.), 3:1 Panico (86.), 4:1 Conti (90.+1)                                              |
| 07.05.2008 | Örebro                | Schweden | 1:0 (0:0) | 1:0 Landström (90.) |
| 24.05.2008 | Buftea                | Rumänien | 1:6 (1:3) | 0:1 Gabbiadini (13.), 0:2 Panico (26.), 1:2 Spanu (29.), 1:3 Zorri (41. Elfmeter), 1:4 Conti (48.), 1:5 Gabbiadini (67.), 1:6 Fuselli (85.) |
| 02.10.2008 | Montereale Valcellina | Ungarn   | 3:0 (2:0) | 1:0 Tona (19.), 2:0 Tona (31.), 3:0 Tona (54.)                                                                                              |

Grün unterlegte Ergebnisse kennzeichnen einen Sieg, rot unterlegte Niederlagen.

### Play-off-Spiele
| Datum      | Spielort        | Gegner     | Ergebnis  | Torschützen                                                  |
| ---------- | --------------- | ---------- | --------- | ------------------------------------------------------------ |
| 25.10.2008 | Horní Počernice | Tschechien | 0:1 (0:0) | 0:1 Panico (88.)                                             |
| 29.10.2008 | Gubbio          | Tschechien | 2:1 (2:0) | 1:0 Zorri (32. Elfmeter), 2:0 Panico (40.), 2:1 Ščasná (67.) |

Grün unterlegte Ergebnisse kennzeichnen einen Sieg.

## Kader
Trainer Pietro Ghedin hat sein Aufgebot am 13. August 2009 bekannt gegeben.
| Nummer     | Name                 | Verein vor EM-Beginn | Geburtstag | Sp.      | Tor      |          |          |          |
| Torhüter   | Torhüter             | Torhüter             | Torhüter   | Torhüter | Torhüter | Torhüter | Torhüter | Torhüter |
| ---------- | -------------------- | -------------------- | ---------- | -------- | -------- | -------- | -------- | -------- |
| 12         | Michela Cupido       | ASD Torres Calcio    | 02.01.1978 | 0        | 0        | 0        | 0        | 0        |
| 22         | Sara Penzo           | CF Venezia 1984      | 16.12.1989 | 0        | 0        | 0        | 0        | 0        |
| 1          | Anna Maria Picarelli | Los Angeles Legends  | 04.11.1984 | 4        | 0        | 0        | 0        | 0        |
| Abwehr     |                      |                      |            |          |          |          |          |          |
| 3          | Roberta D’Adda       | ASD CF Bardolino     | 05.10.1981 | 4        | 0        | 1        | 0        | 0        |
| 2          | Sara Gama            | UPC Tavagnacco       | 27.03.1989 | 4        | 0        | 0        | 0        | 0        |
| 15         | Alia Guagni          | AC Florenz           | 01.10.1987 | 2        | 0        | 0        | 0        | 0        |
| 20         | Raffaella Manieri    | ASD Torres Calcio    | 21.11.1986 | 1        | 0        | 0        | 0        | 0        |
| 13         | Giorgia Motta        | ASD CF Bardolino     | 18.03.1984 | 0        | 0        | 0        | 0        | 0        |
| 16         | Laura Neboli         | AC Reggiana          | 14.03.1988 | 0        | 0        | 0        | 0        | 0        |
| 6          | Viviana Schiavi      | ASD CF Bardolino     | 01.09.1982 | 4        | 0        | 0        | 0        | 0        |
| 5          | Elisabetta Tona      | ASD CF Bardolino     | 22.01.1984 | 4        | 0        | 0        | 0        | 0        |
| Mittelfeld |                      |                      |            |          |          |          |          |          |
| 21         | Marta Carissimi      | AC Turin             | 03.05.1987 | 2        | 0        | 1        | 0        | 0        |
| 18         | Pamela Conti         | UD Levante           | 04.04.1982 | 0        | 0        | 0        | 0        | 0        |
| 7          | Giulia Domenichetti  | ASD Torres Calcio    | 29.04.1984 | 4        | 0        | 0        | 0        | 0        |
| 14         | Alice Parisi         | ASD CF Bardolino     | 11.12.1990 | 2        | 0        | 0        | 0        | 0        |
| 19         | Carolina Pini        | FC Bayern München    | 13.06.1988 | 4        | 0        | 0        | 0        | 0        |
| 4          | Alessia Tuttino      | ASD CF Bardolino     | 15.03.1983 | 4        | 1        | 0        | 0        | 0        |
| 10         | Tatiana Zorri        | UPC Tavagnacco       | 19.10.1977 | 4        | 1        | 0        | 0        | 0        |
| Angriff    |                      |                      |            |          |          |          |          |          |
| 11         | Silvia Fuselli       | ASD Torres Calcio    | 01.07.1981 | 2        | 0        | 0        | 0        | 0        |
| 8          | Melania Gabbiadini   | ASD CF Bardolino     | 28.08.1983 | 4        | 1        | 1        | 0        | 0        |
| 9          | Patrizia Panico      | ASD Torres Calcio    | 08.02.1975 | 4        | 2        | 0        | 0        | 0        |
| 17         | Evelyn Vicchiarello  | AC Reggiana          | 24.10.1986 | 0        | 0        | 0        | 0        | 0        |
| Trainer    |                      |                      |            |          |          |          |          |          |
|            | Pietro Ghedin        |                      | 21.11.1952 |          |          |          |          |          |

## Spiele

### Vorrunde
Italien traf in der Vorrundengruppe C auf England, Russland und Schweden. Mit zwei Siegen und einer Niederlage wurde Italien Gruppenzweiter
| Pl. | Land     | Sp. | S | U | N | Tore    | Diff. | Punkte |
| --- | -------- | --- | - | - | - | ------- | ----- | ------ |
| 1.  | Schweden | 3   | 2 | 1 | 0 | 006:100 | +5    | 07     |
| 2.  | Italien  | 3   | 2 | 0 | 1 | 004:300 | +1    | 06     |
| 3.  | England  | 3   | 1 | 1 | 1 | 005:500 | ±0    | 04     |
| 4.  | Russland | 3   | 0 | 0 | 3 | 002:800 | −6    | 0      |

|                                                                    |   |          |           |
| Dienstag, 25. August 2009 um 17:30 Uhr* in Lahti                   |   |          |           |
| England                                                            | – | Italien  | 1:2 (1:0) |
| Freitag, 28. August 2009 um 17:30 Uhr* in Turku                    |   |          |           |
| Italien                                                            | – | Schweden | 0:2 (0:2) |
| Montag, 31. August 2009 um 19:00 Uhr* in Helsinki (Olympiastadion) |   |          |           |
| Russland                                                           | – | Italien  | 0:2 (0:0) |

* Ortszeit (MESZ+1)

### Viertelfinale
|                                                   |   |         |           |
| Freitag, 4. September 2009 um 16:00 Uhr* in Lahti |   |         |           |
| Deutschland                                       | – | Italien | 2:1 (1:0) |